# Томазини, Силвира
Силвира Томазини (серб. Силвира Томазини, словен. Silvira Tomazini, итал. Silvira Tomasini; 2 декабря 1913, Триест — 13 августа 1942, Косовска-Митровица) — югославская словенская школьная учительница, партизанка времён Народно-освободительной войны Югославии, Народный герой Югославии.

## Биография
Родилась 2 декабря 1913 в Триесте в семье итальянца и словенки. Переехала с семьёй в Триест после Первой мировой войны, где окончила школу. Училась на филологическом факультете Люблянского университета, состояла в студенческом революционном движении. До войны вступила в КПЮ. Окончила университет в 1938 году, в 1940 году устроилась работать учительницей немецкого языка в Косовске-Митровице. В школе оказывала материальную помощь ученикам из бедных семей, по инициативе Силвиры была открыта столовая для бедных детей.
В партизанском движении Силвира состояла с 1941 года, будучи секретарём ячейки КПЮ в Косовске-Митровице. Занималась вербовкой добровольцев в Копаоникский партизанский отряд, занимала должность председателя комитета Женского антифашистского фронта в Косовске-Митровице. В мае 1942 года была арестована гестаповцами, после пыток отказалась переходить на сторону Рейха. 17 августа 1942 Силвира Томазини должна была отправиться в Белград в местное отделение гестапо, однако вырвалась из рук гестаповцев и попыталась сбежать. Была на месте арестована, отправлена в тюрьму и там забита до смерти.
Посмертно награждена Орденом Народного героя 27 ноября 1953.